# Scambus vilis
Scambus vilis là một loài tò vò trong họ Ichneumonidae.